# Associazione Sportiva Taranto Calcio
L'Associazione Sportiva Taranto Calcio és un equip italià de futbol de la ciutat de Tàrent.

## Història
Els primers clubs fundats a la ciutat foren els següents:
- 1904 - Mario Rapisardi.
- 1904 - U.S. Pro Italia.
- 1911 - Audace Foot Ball Club.
- 1917 - Enotria Foot Ball Club.
- 1920 - Veloce Foot Ball Club.
- 1924 - U.S. Tarantina, fusió d'Enotria i Veloce.

La data e fundació del club es considera el 1927. Amb el pas dels anys el club ha viscut diversos canvis de nom, fusions i refundacions:
- 1927 - Neix l'A.S. Taranto per la fusió dels clubs Audace FBC] i US Pro Italia.
- 1928 - Absorbeix un club anomenat U.S. Nettuno.
- 16 de setembre d e 1940 - Neix l'U.S. Taranto de la fusió de l'AS Taranto i una refundada US Pro Italia.
- 1944 - Es funda per tercer cop el SS Pro Italia.
- 1945 - Neix l'U.S. Arsenale, fundat per militars. Pel que fa a l'US Taranto, canvia la denominació per Audace F.C. 1911.
- 21 de juny de 1946 - una nova fusió d'Audace F.C. 1991 i S.S. Pro Italia, crea de nou l'A.S. Taranto, com ja va passar el 1927.
- 9 de setembre de 1947 - amb la fusió d'Arsenale i Taranto neix l'U.S. Arsenaltaranto.
- 11 d'agost de 1955 - Canvi de nom, de nou a A.S. Taranto.
- 11 d'abril de 1985 - Canvi de nom a Taranto F.C. SpA.
- 3 d'agost d e1993 - Es funda el club A.S. Taranto 1906.
- 15 de juliol de 1998 - Canvi de nom a U.S. Arsenaltaranto.
- 19 de juny de 2000 - Canvi de nom a Taranto Calcio Srl.
- 16 de desembre de 2004 - Canvi de nom a Taranto Sport Srl.
- 6 de setembre de 2009 - Canvi de nom a A.S. Taranto Calcio.

## Presidents
- 1935-1938 - Vincenzo Greco
- 1938-1939 - Ruggero Melon
- 1939-1940 - Fortunato De Introna
- 1940-1942 - Francesco Zanetti
- 1946-1947 - Sante Scialpi
- 1947-1948 - A. Tellarini
- 1948-1949 - Michele Rinaldi
- 1949-1950 - Napoleone Magno
- 1950-1961 - Luigi Santilio
- 1961-1963 - Federico Pignatelli
- 1963-1974 - Michele Di Maggio
- 1974-1979 - Giovanni Fico
- 1979-1981 - Domenico Greco
- 1981-1982 - Giovanni Di Mitri
- 1982-1983 - Giovanni Buonfrate
- 1983-1985 - Luigi Pignatelli
- 1985-1989 - Vito Fasano
- 1989-1993 - Donato Carelli
- 1993-1994 - William Uzzi
- 1994-1996 - Pasquale Ruta
- 1996-1998 - Giacomo Comegna
- 1998-2000 - Emanuele Papalia
- 2000-2002 - Massimo Giove
- 2002-2003 - William Uzzi
- 2003-2004 - Vincenzo Stanzione
- 2004-2009 - Vito Luigi Blasi
- 2009-2011 - Enzo D'Addario
- 2011-2013 - Davide Dionigi
- 2013-2015 - Massimiliano Favo
- 2015-2015 - Pierfrancesco Battistini
- 2015 - - Michele Cazzarò

## Palmarès
- Campionato Nazionale Dilettanti: 1
  - 1995
  - 1997
  - 2000
  - 2010
  - 2012
  - 2013
  - 2014
  - 2015